# Đại học South Carolina
Đại học South Carolina (tiếng Anh: University of South Carolina, gọi tắt là USC, UofSC, SC hoặc Carolina) là một trường đại học nghiên cứu công lập tọa lạc tại thành phố Columbia, thuộc tiểu bang South Carolina của Hoa Kỳ. Được thành lập vào năm 1801, trường hiện có bảy khuôn viên hoạt động trên khắp tiểu bang, trong đó khuôn viên chính của trường có diện tích hơn 359 mẫu Anh (145 ha) nằm ở trung tâm thành phố.
USC được xếp vào nhóm R1 thuộc "Các trường đại học đào tạo tiến sĩ có hoạt động nghiên cứu cao nhất". Trường cũng là tổ chức Đại học hàng đầu của Hệ thống trường Đại học tại South Carolina và cung cấp hơn 350 chương trình học, dẫn đến các bằng cử nhân, thạc sĩ và tiến sĩ từ 14 trường cao đẳng và trường cấp bằng.
Ngoài ra, USC cũng là nơi lưu giữ bộ sưu tập lớn nhất của Robert Burns và các tài liệu văn học Scotland, và bộ sưu tập về Ernest Hemingway lớn nhất thế giới.

## Lịch sử hình thành

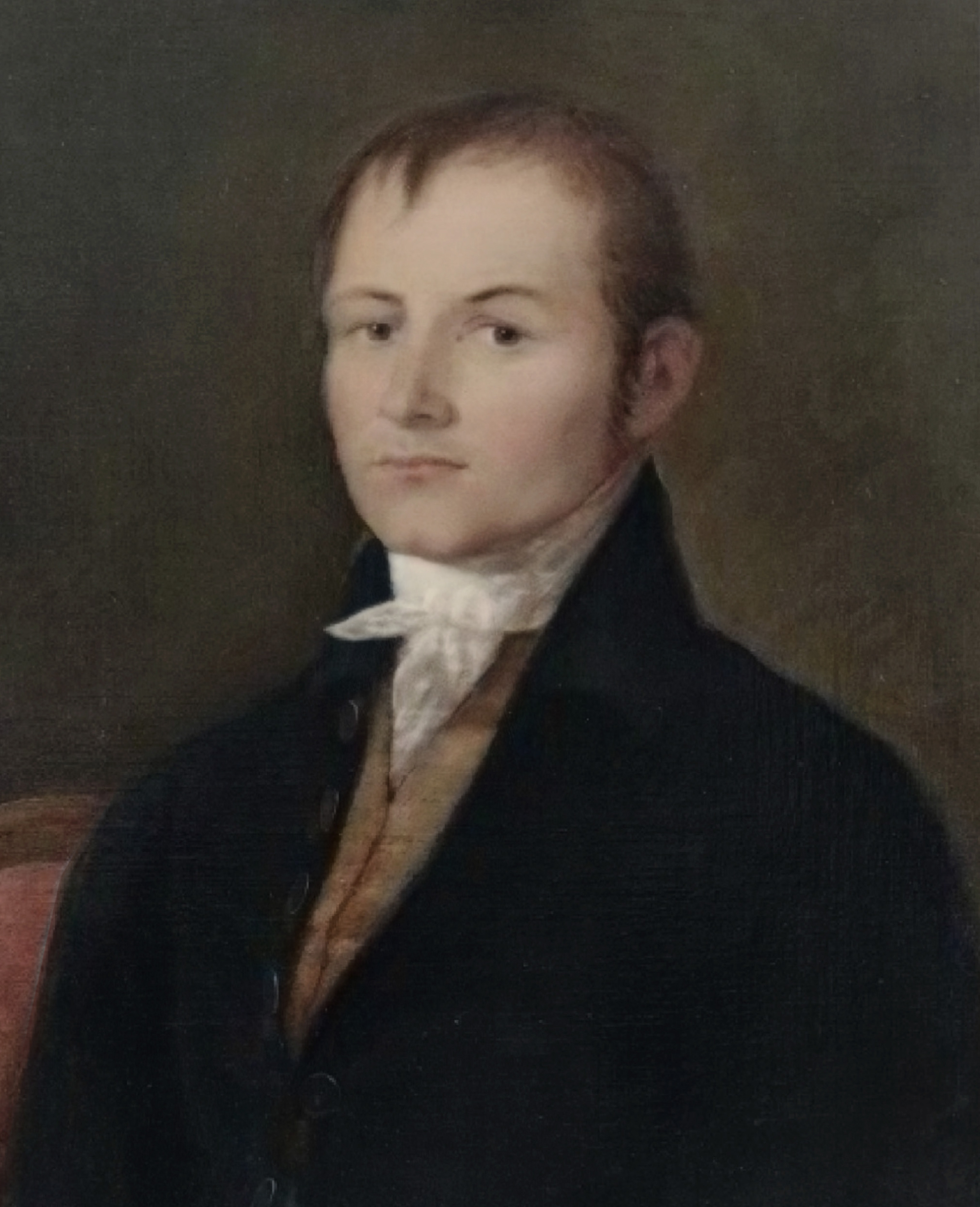
Chủ tịch đầu tiên của Đại học South Carolina, Mục sư Jonathan Maxcy.

Điều lệ năm 1801, trường đại học mở cửa vào năm 1805 dưới tên Cao đẳng South Carolina, đây là tiểu bang đầu tiên tổ chức đại học được hoàn toàn được hỗ trợ bởi nguồn vốn công cộng hàng năm. Trường đã có một danh tiếng "antebellum" như là một trường đại học ưu tú trong truyền thống cổ điển; đi tiên phong trong các khóa học đại học như địa chất và kinh tế chính trị.
Trong cuộc Nội chiến Hoa Kỳ, trường cao đẳng bị đóng cửa và các tòa nhà của nó được sử dụng như một bệnh viện quân sự từ những năm 1862 đến năm 1865. Người da đen nhập viện từ năm 1873 đến năm 1877, khi chuyến bay của giảng viên và sinh viên da trắng buộc trường phải đóng cửa. Nó mở cửa trở lại vào năm 1880 với tên gọi Cao đẳng Cơ khí Nông nghiệp South Carolina. Đây là một trong sáu lần trong nửa cuối của thế kỷ 19 mà trường được tổ chức lại dưới tên mới.
Trường trở thành coeducational vào năm 1893 và năm 1906 được đổi tên thành Đại học South Carolina (USC). Trong Thế chiến II, USC được sử dụng để đào tạo hải quân. Bảy cơ sở bên ngoài khu vực Columbia được thành lập từ năm 1959 đến năm 1967.

## Học thuật

### Bảng xếp hạng
| Hạng Đại học             | Hạng Đại học |
| Quốc gia                 | Quốc gia     |
| ------------------------ | ------------ |
| ARWU                     | 95–114       |
| Forbes                   | 201          |
| U.S. News & World Report | 118          |
| Washington Monthly       | 214          |
| Toàn cầu                 |              |
| ARWU                     | 301–400      |
| QS                       | 571–580      |
| Times                    | 401–500      |
| U.S. News & World Report | 305          |

| Khoa học Sinh học                         | 159 |
| Kinh doanh                                | 62  |
| Hoá học                                   | 88  |
| Tâm lý học lâm sàng                       | 80  |
| Khoa học máy tính                         | 111 |
| Tội phạm học                              | 22  |
| Khoa học trái đất                         | 90  |
| Kinh tế                                   | 83  |
| Sư phạm                                   | 78  |
| Cơ khí                                    | 102 |
| Ngôn ngữ Anh                              | 85  |
| Nghệ thuật và Nhân văn                    | 152 |
| Quản lý chăm sóc sức khỏe                 | 39  |
| Lịch sử                                   | 63  |
| Luật pháp                                 | 96  |
| Nghiên cứu Khoa học và Thư viện thông tin | 18  |
| Toán học                                  | 86  |
| Y khoa chăm sóc ban đầu                   | 90  |
| Nghiên cứu Y Khoa                         | 91  |
| Điều dưỡng-Gây tê                         | 65  |
| Dược học                                  | 40  |
| Vật lý trị liệu                           | 42  |
| Vật lý học                                | 119 |
| Khoa học Chính trị                        | 72  |
| Tâm lý học                                | 112 |
| Chuyên viên Quan hệ đối ngoại             | 101 |
| Sức khỏe cộng đồng                        | 23  |
| Tư vấn phục hồi chức năng                 | 47  |
| Công tác xã hội                           | 51  |
| Xã hội học                                | 75  |
| Âm ngữ trị liệu                           | 25  |
| Thống kê                                  | 74  |

### Tuyển sinh

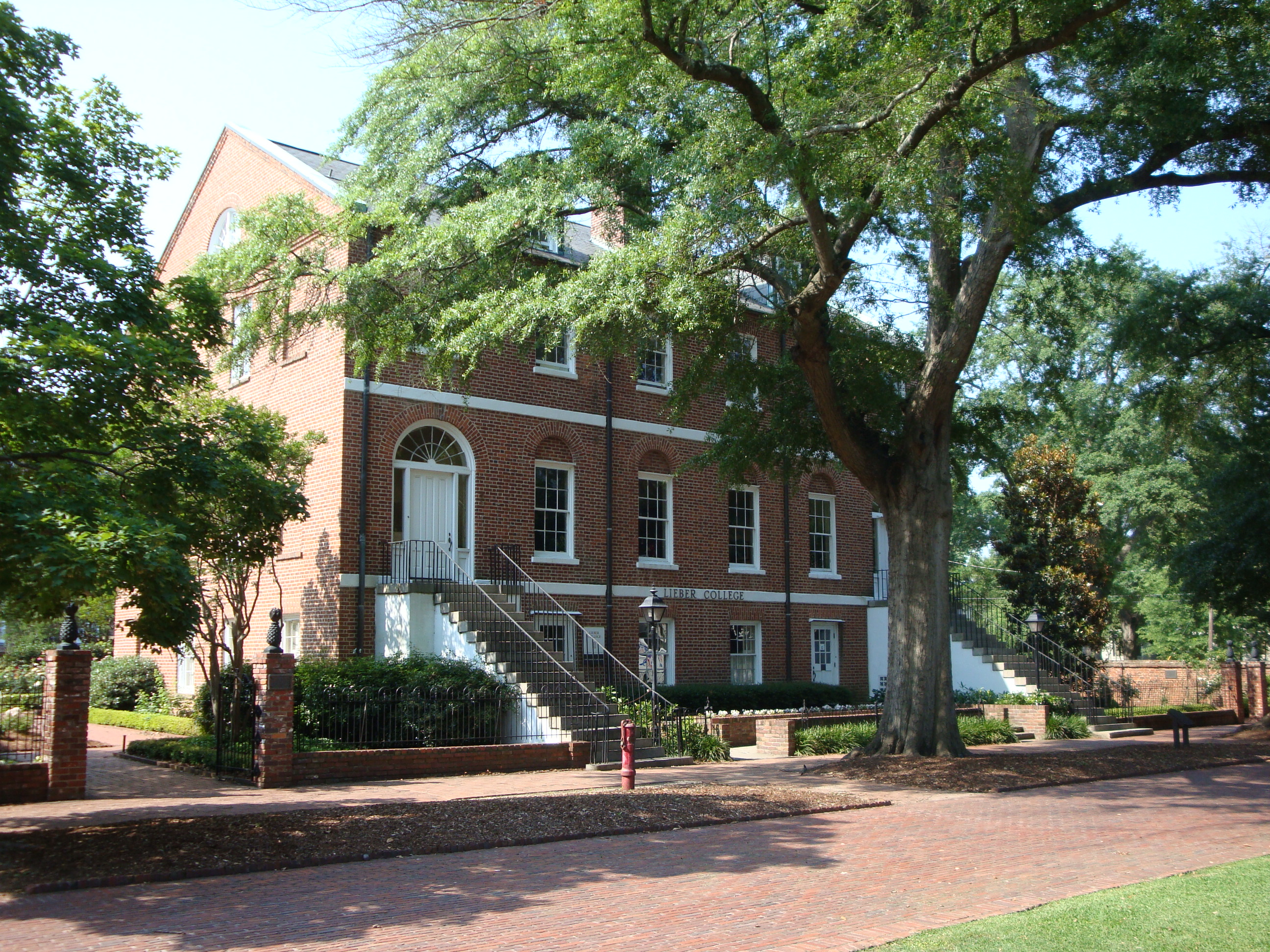
Cao đẳng Lieber được xây dựng lần đầu vào năm 1837, là văn phòng tuyển sinh đại học tại Đại học South Carolina và được liệt kê trong Sổ đăng ký Quốc gia về Địa điểm Lịch sử tại Hoa Kỳ.

Đại học South Carolina đã nhận 63% những người đăng ký làm sinh viên năm nhất vào năm 2011. Đối với kỳ nhập học cho sinh viên năm nhất năm 2017, điểm ACT và SAT trung bình lần lượt là 27,3 và 1254, với điểm trung bình là 4,04.
Mùa thu năm 2019, tổng số sinh viên đăng ký của trường rơi vào khoảng 52.000 sinh viên, với hơn 35.000 sinh viên tại cơ sở chính tại Columbia, trở thành trường đại học lớn nhất ở South Carolina.

## Đời sống sinh viên

### Về số lượng sinh viên
Hơn 34,500 sinh viên theo học tại khuôn viên Columbia của Đại học South Carolina, đến từ tất cả 46 quận của South Carolina. Ngoài ra, sinh viên từ tất cả 50 tiểu bang và hơn 100 quốc gia khác đều có người đại diện tại trường. (Gần 16,000 sinh viên theo học tại các cơ sở trong khu vực của Hệ thống Đại học South Carolina.)

### Ký túc xá

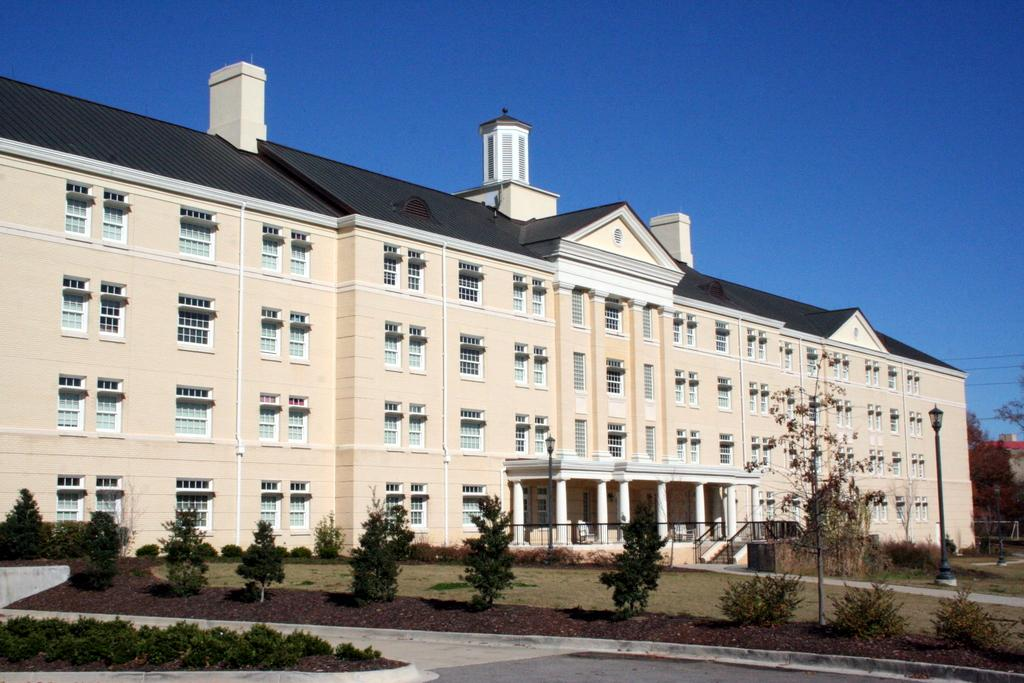
Khu West Quad, còn được gọi là "Green Quad", đã trở thành ký túc xá được chứng nhận LEED đầu tiên của Đại học South Carolina khi nó mở cửa vào năm 2004.

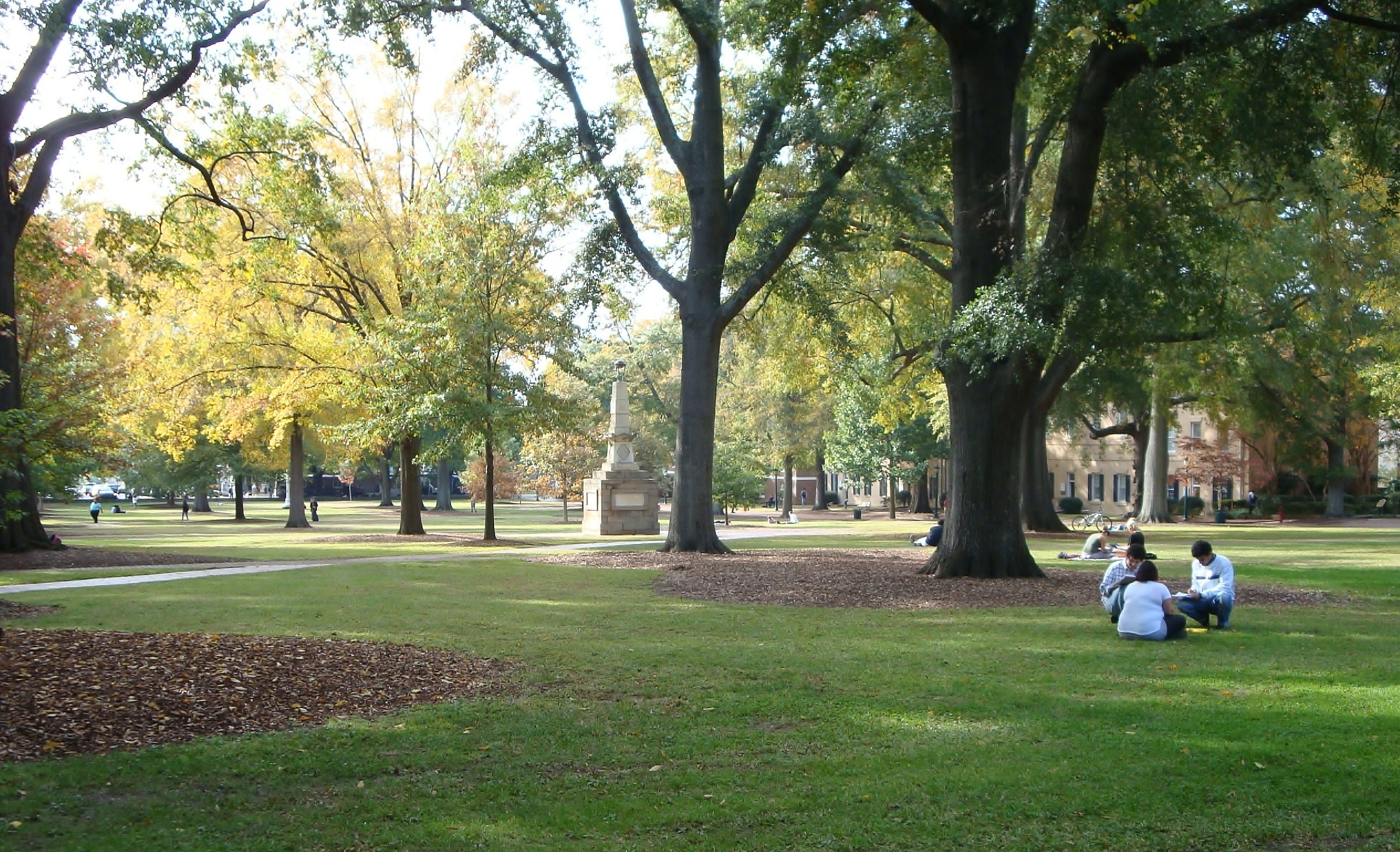
Trung tâm khuôn viên của Đại học South Carolina.

Khuôn viên của USC là nơi có 25 ký túc xá; Hội trường hoàn thành gần đây nhất được mở vào mùa thu năm 2011. Nhà ở trong khuôn viên trường chịu sự giám sát của Bộ Nhà ở cho Sinh viên, và chất lượng cuộc sống được nâng cao thông qua Hiệp hội do cựu chủ tịch kiêm phó chủ tịch Amanda Pippin và Steve Smith quyết định.
Các trung tâm sinh viên năm nhất đáng chú ý bao gồm Hội trường Columbia 11 tầng, Nhà Bates 10 tầng và Hội trường Patterson, cũng như Tháp Nam có 18 tầng. Các căn hộ kiểu căn hộ trong các đơn vị nhà ở hiện đại, thường được gọi là "Quads", là loại hình nhà ở được yêu cầu nhiều nhất trong giới sinh viên cấp trên. Tất cả đều được trang bị máy lạnh với sơ đồ tầng 2, 3 và 4 phòng ngủ riêng tư với khu vực tiếp khách / ăn uống, nhà bếp và bồn tắm. Sinh viên chưa tốt nghiệp có thể chọn nhà ở trong một "cộng đồng sống và học tập" cụ thể. Khái niệm này là tạo ra một môi trường xã hội và học tập tốt hơn bằng cách ở chung các sinh viên có cùng sở thích học tập hoặc nghề nghiệp với nhau.
Vào mùa thu năm 2004, West Quad (nay là Green Quad) trị giá 29 triệu đô la Mỹ đã khai trương và trở thành một trong bốn công trình duy nhất trên thế giới được chứng nhận bởi chương trình Lãnh đạo về Thiết kế Năng lượng và Môi trường của Hội đồng Công trình Xanh Hoa Kỳ (LEED). Khu phức hợp rộng 172.000 foot vuông (16.000 m 2) bao gồm ba tòa nhà bốn tầng với công nghệ và tính năng môi trường mới nhất để tiết kiệm nước và năng lượng, đồng thời tạo ra một môi trường xanh, lành mạnh hơn cho 500 sinh viên đại học. West Quad, được xây dựng bằng một lượng lớn vật liệu tái chế, từ các khối xi măng và mái đồng đến thảm bên trong, cũng nhằm khuyến khích học sinh tìm hiểu thêm về môi trường của họ.

## Thể thao

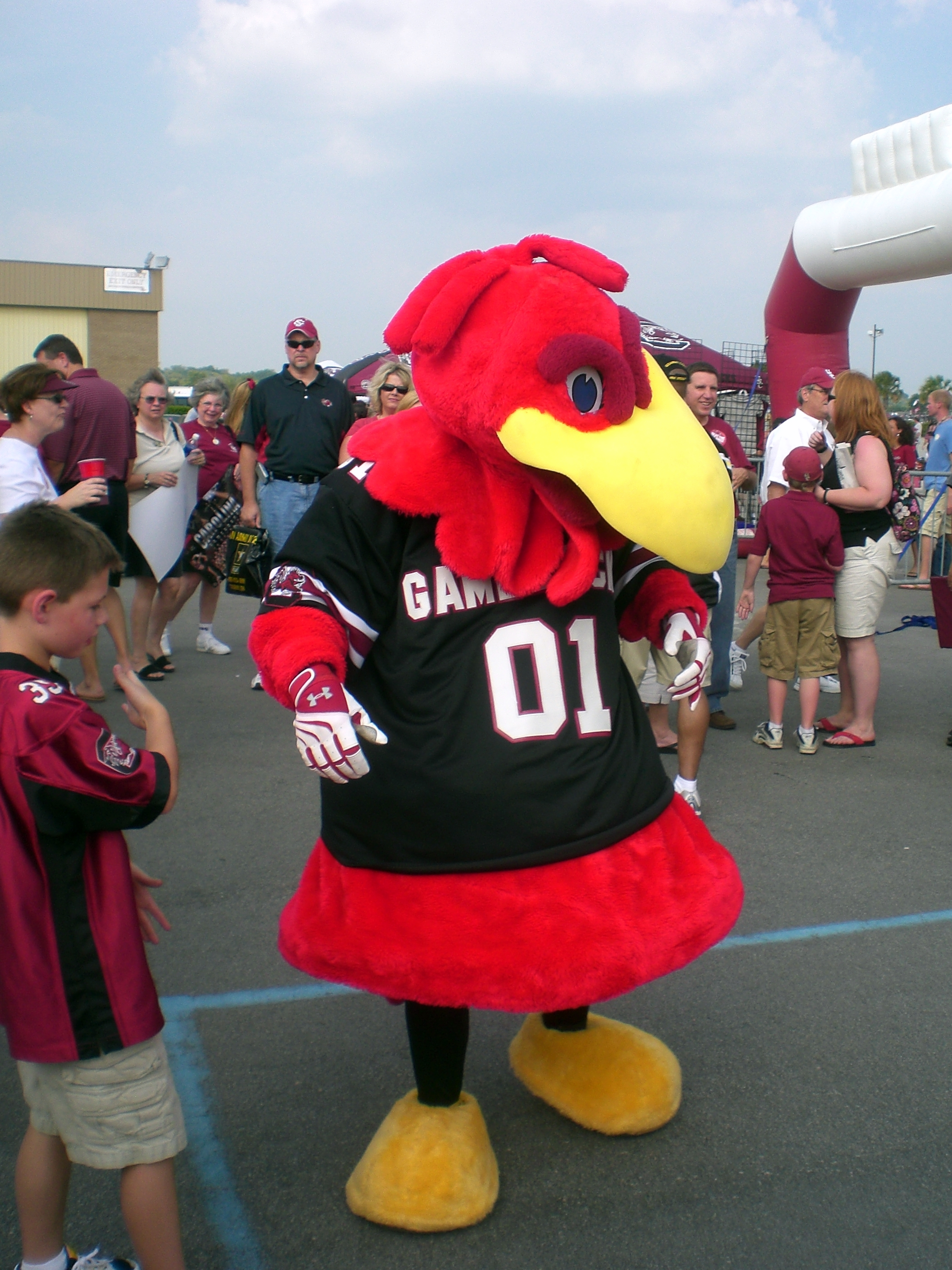
Linh vật của Đại học South Carolina, Cocky đã chiêu đãi người hâm mộ Gamecock tại Làng Gamecock trước trận đấu với LousLaf vào năm 2007.

Logo thể thao

Trường đại học cung cấp các câu lạc bộ, thể thao nội bộ và thể thao khác nhau. Hiện 19 đội thể thao khác nhau của trường thi đấu trong Hội nghị Đông Nam (ngoại trừ giải bóng đá nam thi đấu tại Hội nghị Hoa Kỳ (Conference USA) và bóng chuyền bãi biển cho nữ thi đấu độc lập) và được gọi là Gamecocks.
Tại USC, các đội thể thao là một phần của Câu lạc bộ Gamecocks South Carolina.
Các môn thể thao
- Bóng chày South Carolina Gamecocks
- Bóng đá Mỹ South Carolina Gamecocks
- Bóng đá nam South Carolina Gamecocks
- Quần vợt nam South Carolina Gamecocks
- Đường đua và điền kinh nam South Carolina Gamecocks
- Bóng chuyền South Carolina Gamecocks

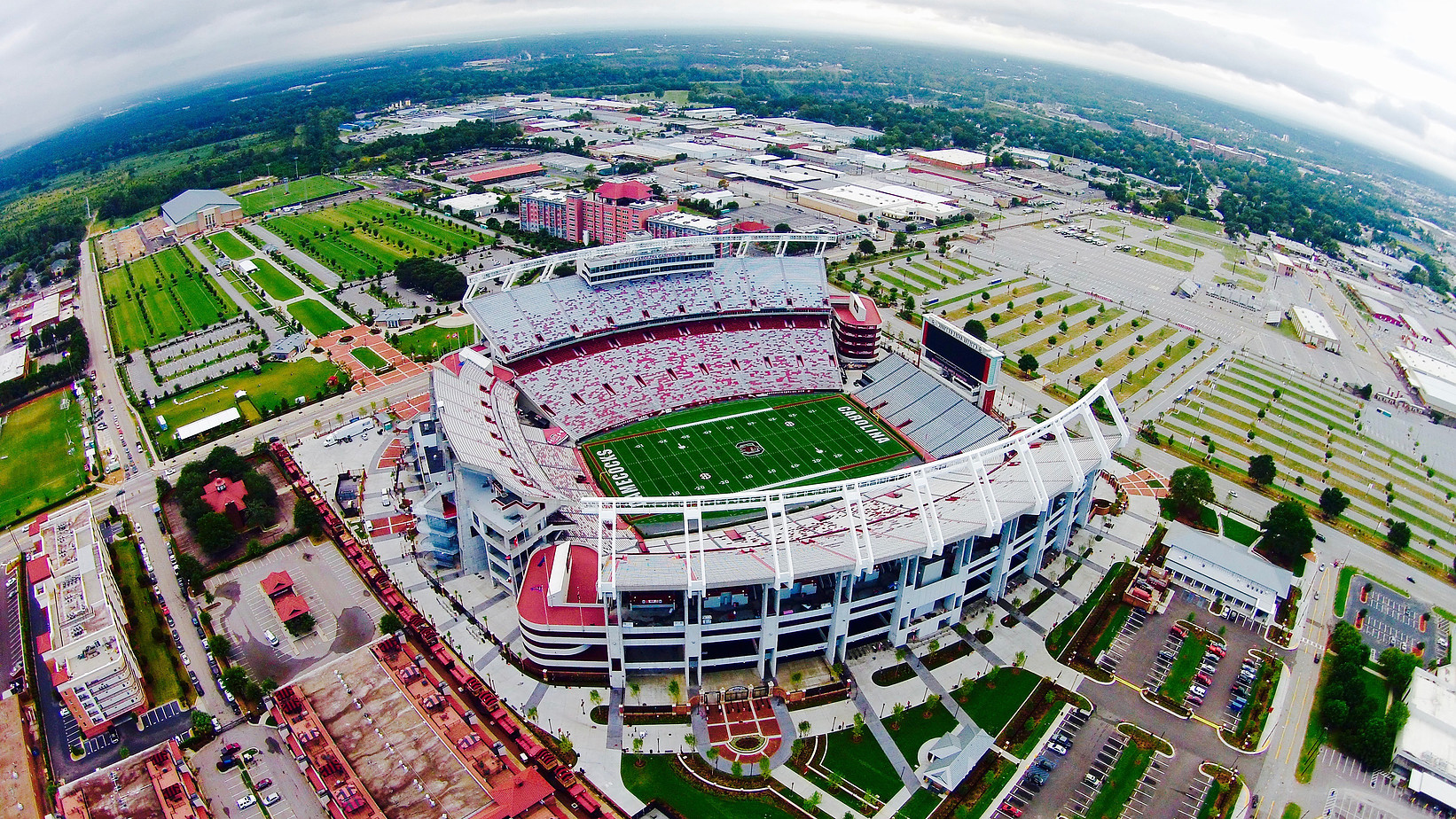
Sân vận động
- Đấu trường Cuộc sống Thuộc địa
- Sân vận động Williams-Brice
- Sân vận động Eugene E. Stone III
- Sân vận động Carolina
- Đấu trường Carolina

## Hội văn học

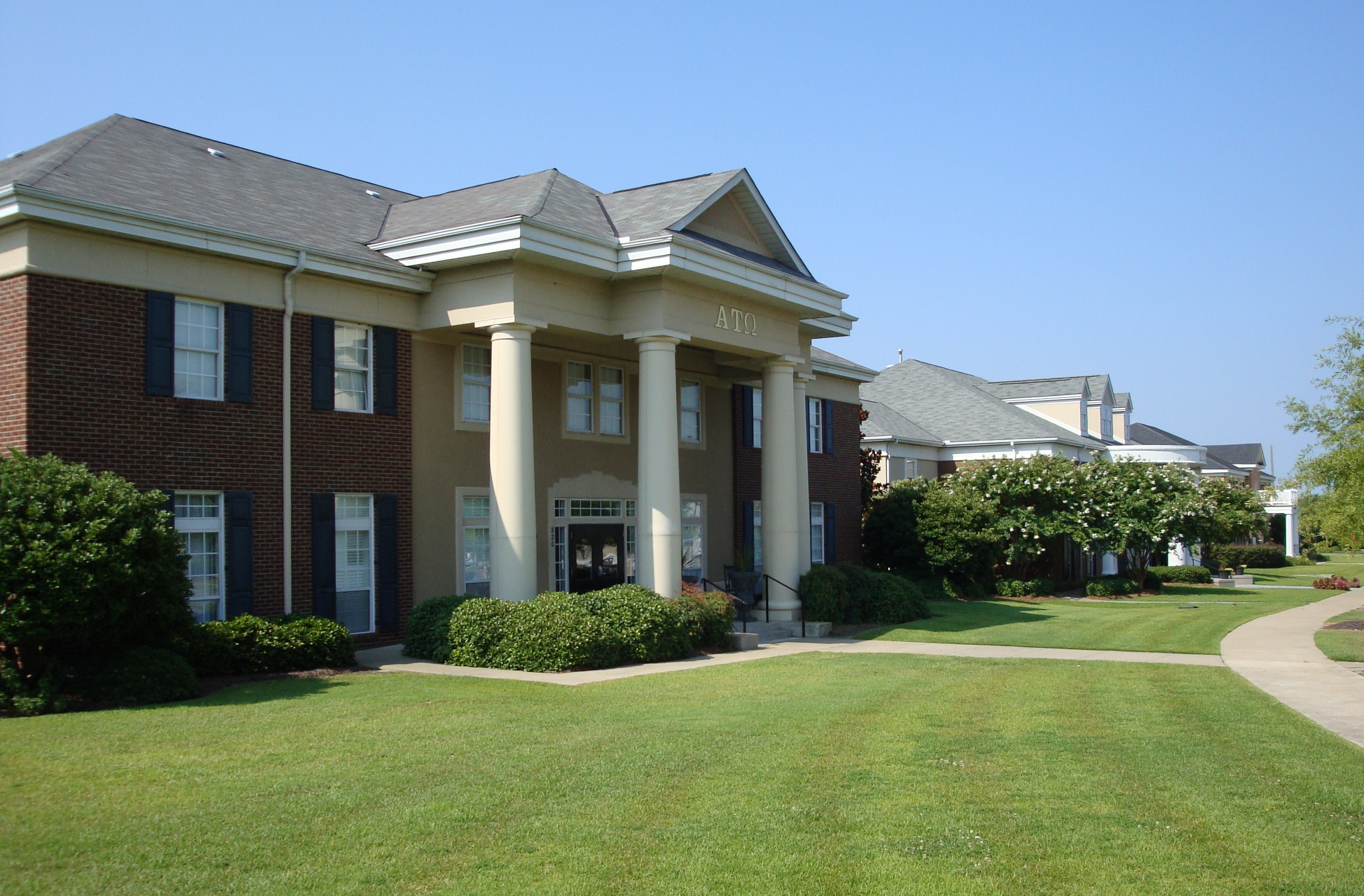
"Ngôi làng Hy Lạp" là nơi có 20 nhà nữ sinh và các hội huynh đệ.

Có một hình thức xã hội văn học chuyên biệt tồn tại ở các trường cao đẳng và đại học Hoa Kỳ vào thế kỷ 19. Các hiệp hội văn học đại học là một phần của hầu như tất cả các tổ chức học thuật. Thông thường họ tồn tại theo cặp tại một khuôn viên cụ thể, và sẽ cạnh tranh để giành thành viên và uy tín, đồng thời bổ sung các nghiên cứu cổ điển của chương trình học với văn học hiện đại và các sự kiện hiện tại. Nhiều thư viện cũng duy trì các thư viện quan trọng, thường cạnh tranh hoặc vượt qua thư viện đại học. Khi hội giải tán, các thư viện thường được trao cho trường đại học.
Các hội văn học sinh viên là một phần quan trọng của cuộc sống sinh viên tại Carolina trong 150 năm đầu tiên hoặc lâu hơn. Philomathic là nhóm xã hội đầu tiên và được hình thành trong vài tuần sau khi Cao đẳng South Carolina mở cửa vào năm 1805; nó thực tế bao gồm toàn bộ sinh viên.
Năm 1806, nó được chia thành hội Clariosophic và hội Euphradian. Sau khi trường đại học nhận sinh viên nữ, Hiệp hội Hypatian được thành lập vào năm 1915 dành cho phụ nữ, tiếp theo là Hiệp hội Euphrosynean vào năm 1924. Trong khi cả hai Hiệp hội Clariosophic và Euphradian đều ngừng hoạt động vào những năm 1970, các cựu sinh viên từ Hiệp hội Euphradian đã tái hoạt động tổ chức vào năm 2010. Các hội sinh viên tiếp tục hoạt động cho đến ngày nay.

## Cựu sinh viên nổi tiếng
Năm 2017, trường đại học South Carolina đã báo cáo có hơn 300,000 cựu sinh viên đang sinh sống.

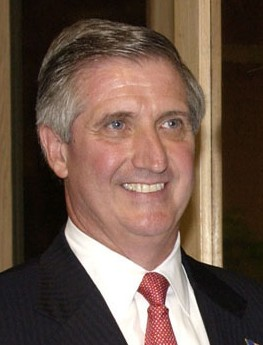
Andrew Card, BS 1971, Bộ trưởng Giao thông Hoa Kỳ dưới thời George H. W. Bush, Chánh văn phòng Nhà Trắng dưới thời George W. Bush
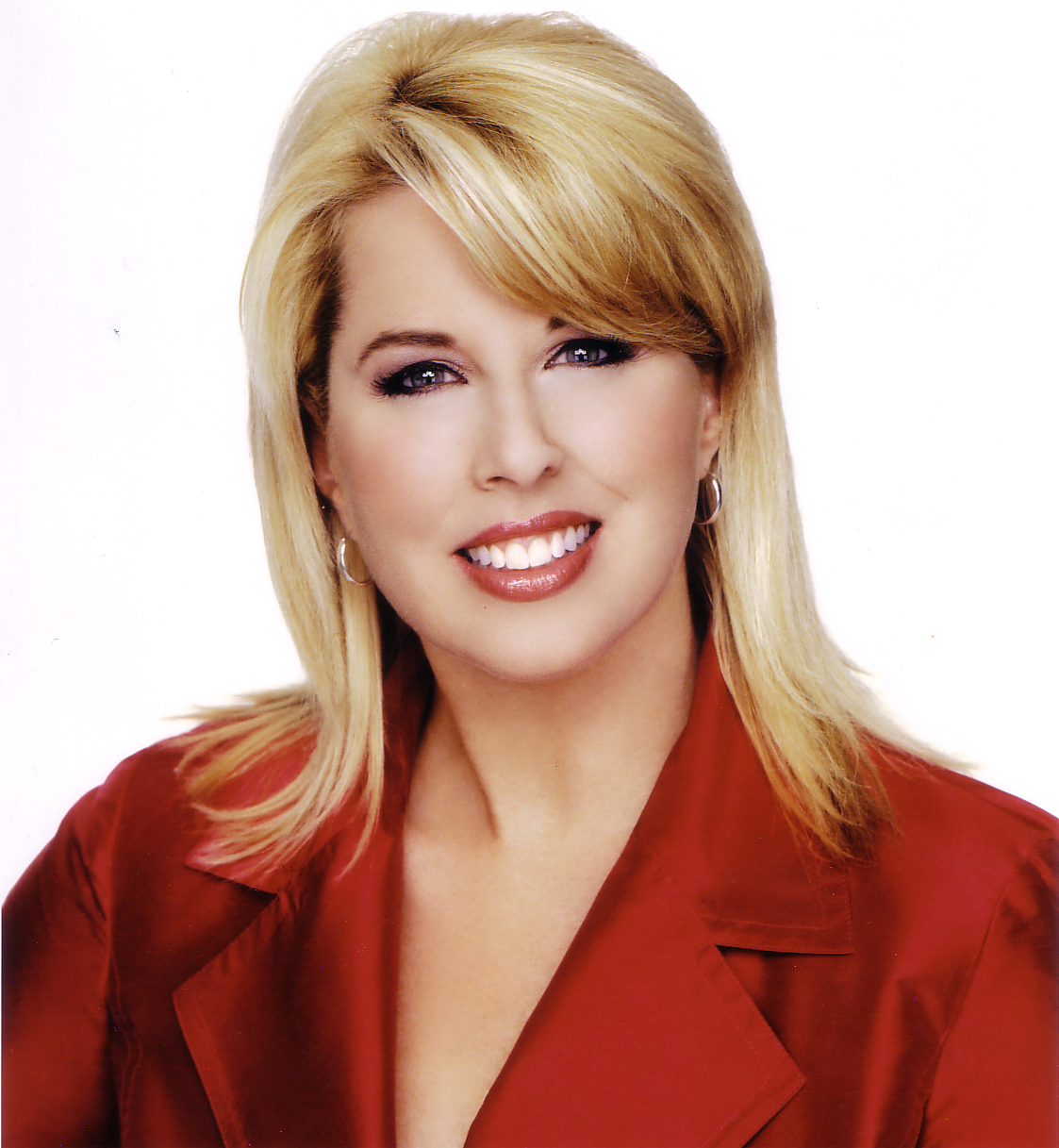
Rita Cosby, BA 1989, ba lần đoạt giải Emmy, phóng viên đặc biệt cho tạp chí Inside Edition
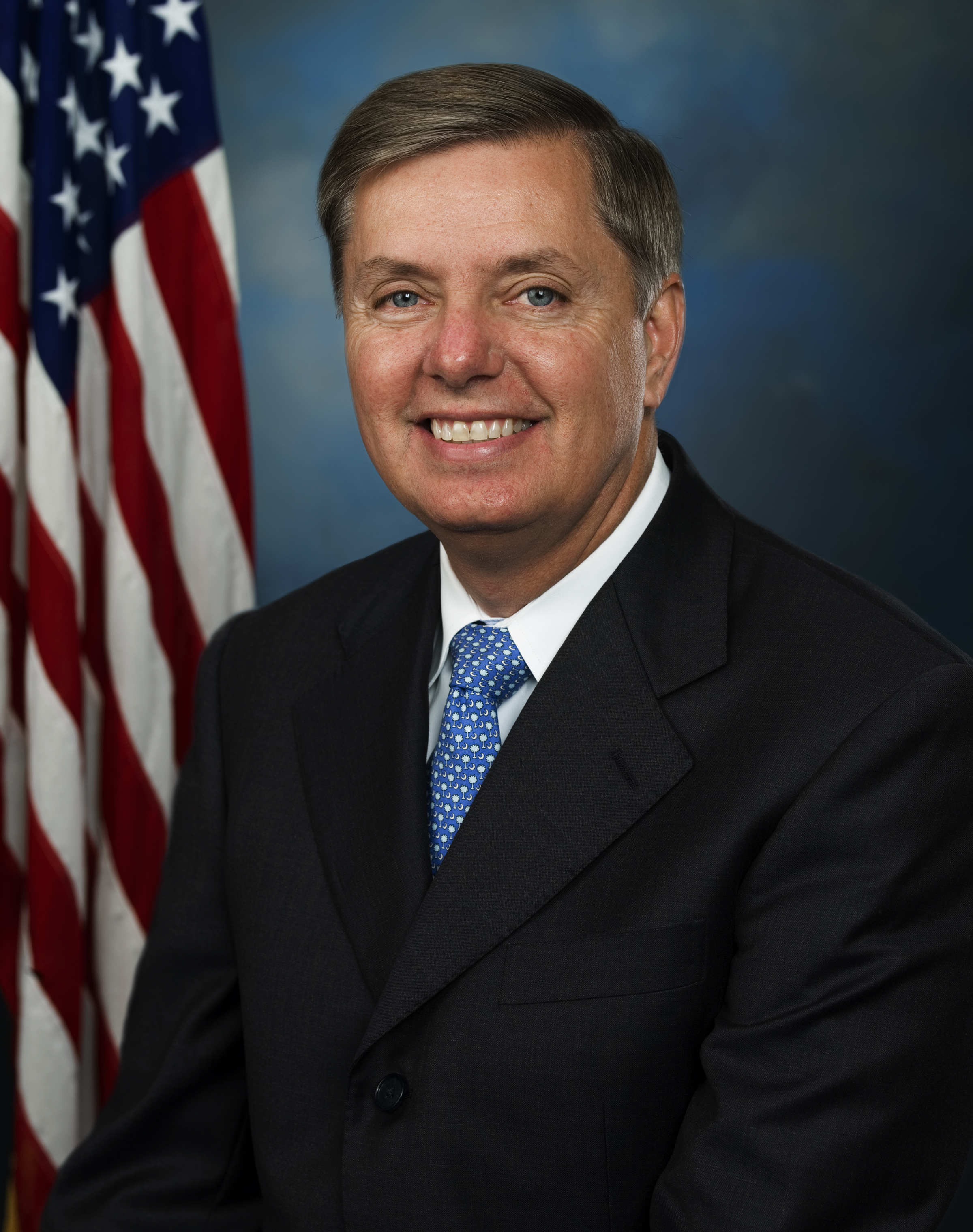
Lindsey Graham, BA 1977, Thượng nghị sĩ Hoa Kỳ từ South Carolina
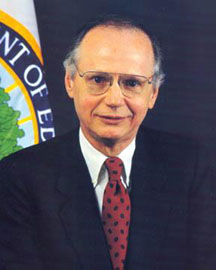
Richard Riley, JD 1959, cựu Thống đốc South Carolina, Bộ trưởng Giáo dục Hoa Kỳ thứ 6.
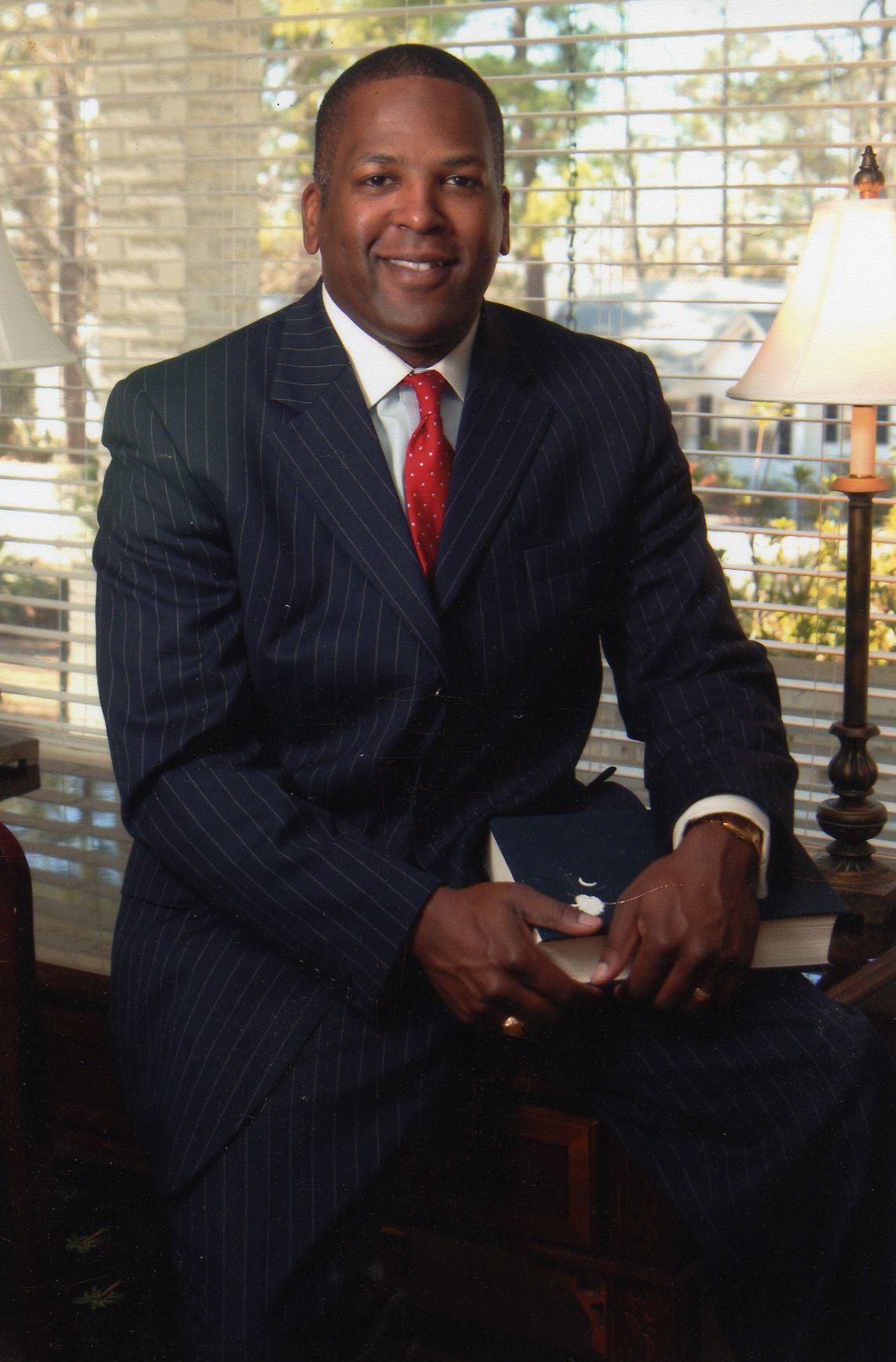
Stephen K. Benjamin, BA 1991 và JD 1994, thị trưởng thứ 36 của bang Columbia, South Carolina
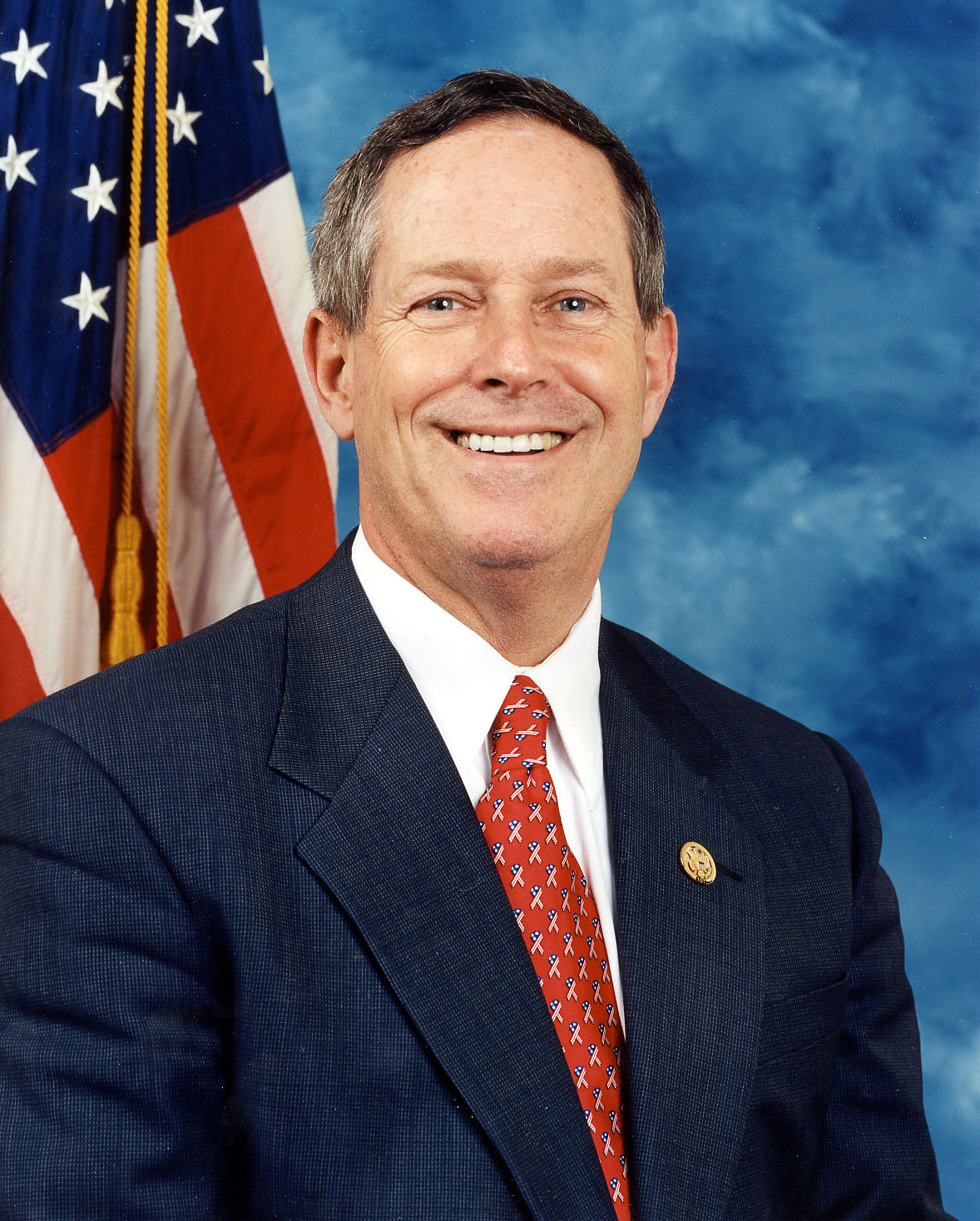
Joe Wilson, JD 1972, Đại diện Hoa Kỳ cho khu vực quốc hội số 2 của bang South Carolina
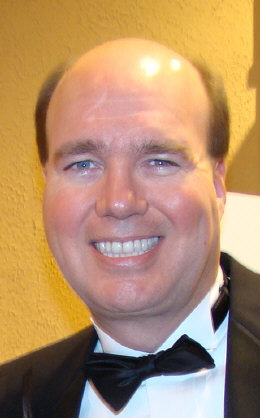
Larry Kellner, BS 1981, cựu CEO của Continental Airlines, thành viên ban giám đốc Boeing
- Alex Molinaroli, Chủ tịch kiêm Giám đốc điều hành của Johnson Controls, BS EE 1983, thành viên Hội đồng quản trị công ty Interstate Batteries
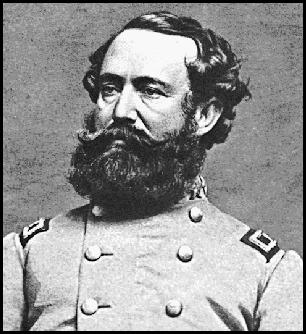
Wade Hampton III, 1836, Thống đốc South Carolina, Thượng nghị sĩ Hoa Kỳ và Tổng trưởng Liên minh miền Nam Hoa Kỳ
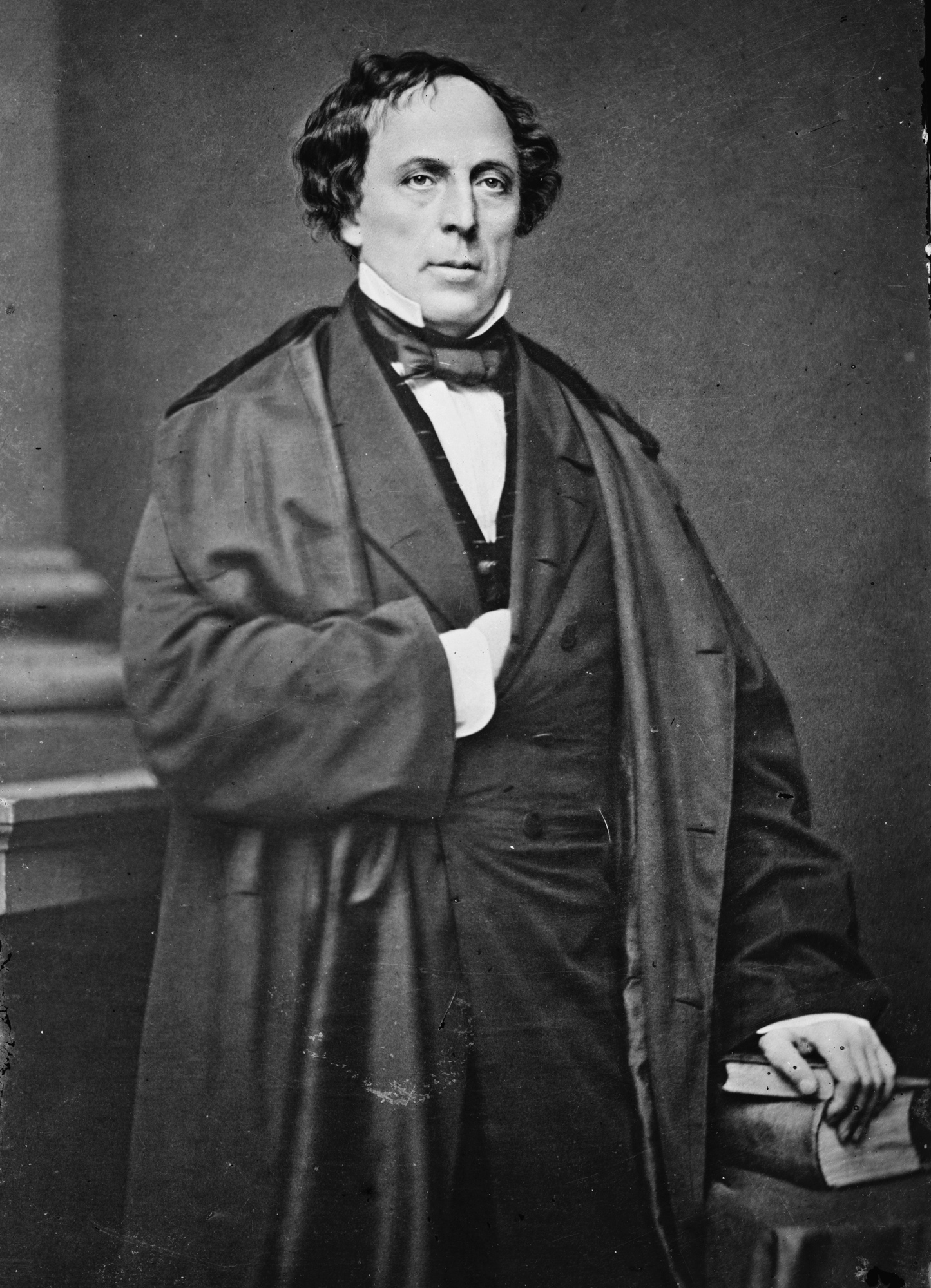
John B. Floyd, 1829, Thống đốc bang Virginia, Bộ trưởng Chiến tranh Hoa Kỳ